# Valentina Borrelli
Valentina Borrelli (Milano, 30 ottobre 1978) è una pallavolista italiana.
Gioca nel ruolo di schiacciatrice.

## Biografia
Valentina Borrelli inizia la sua carriere pallavolista, a Milano, nella squadra locale, in serie B2, a soli 14 anni. Dopo due stagioni, nel 1995 passa al Cislago, in serie A1 ed in seguito a Roma. Dopo una stagione a Vicenza, nel 1999 inizia il suo lungo sodalizio con Spezzano, maglia che indossa per quattro stagioni, più la stagione 2003-04, quando i diritti della squadra vengono acquistati dalla Nuova San Giorgio Pallavolo Sassuolo.
In questo lasso di tempo entra a far parte anche del giro della nazionale, con la quale colleziona in totale 112 convocazioni e con la quale vince il campionato del mondo 2002: nonostante tutto però scelte tecniche escludono Valentina Borrelli dalla nazionale già a partire dal 2003. Solo nel 2005 ottiene una nuova convocazione per i XV Giochi del Mediterraneo, dove vince la medaglia di bronzo.
Dopo due stagioni a Vicenza, sempre in A1, nel 2006 passa a Roma, in serie A2. Nel 2007 viene acquistata da Piacenza, in serie A2: nella stagione 2008-09 conquista con la stessa squadra in promozione in serie A1, giocando da titolare nella stagione 2009-10 fino alla stagione 2010-11, sua ultima stagione da professionista.
Nel 2022 entra nella Hall of Fame della FIPAV insieme a tutte le altre giocatrici della nazionale femminile campione del mondo a Berlino nel 2002.

## Palmarès nazionale (competizioni minori)
- Campionato europeo under 19 1996
- Campionato mondiale under 20 1997
- Giochi del Mediterraneo 2005